# Carl Eldh
 Der er for få eller ingen kildehenvisninger i denne artikel, hvilket er et problem. Du kan hjælpe ved at angive troværdige kilder til de påstande, som fremføres i artiklen.

Carl Johan Eldh (født 10. maj 1873 i Film, død 26. januar 1954 i Stockholm) var en svensk billedhugger.

## Liv og virke
Eldh var først og fremmest autodidakt, men i 1895 i Paris studerede han under Injalbert og nåede hurtigt frem i første række blandt svenske billedhuggere.
I 1899 udstillede han bronzen Eva, og samme år udstillede han Modersorg.
Andre værker:
- Statuen Linnea fra 1900
- Fortvivlelse fra 1901
- Brystgruppen Förlåtelse og arbejderkvinden Moder fra 1902
- Ved Natherberget fra 1903
- Aften fra 1904
- Ungdom og Kvindestatue fra 1905

Han står også bag relieffet Opstandelsen i Hagalunds Kirke og monumentalbusten af Strindberg i bronze. Endvidere skabte han ypperlige dekorative værker i granit for det nordiske museum i Stockholm.

## Galleri
| - Spydkaster - August Strindberg - Prins Gustaf af Sverige - Franz Berwald - August Strindberg i Tegnérlunden, Stockholm - Sangen i Stadshusparken, Stockholm - Strömkarlen på Strömkarlsbron i Trollhättan - Den unge Strindberg i skærgården uden for 'Carl Eldhs ateljé' - Den unge Strindberg i skärgården Alvik, Stockholm - Gunnar Wennerberg på Kaptensudden, Djurgården - Skulptur i Filmstaden i Solna, Råsunda - Carl von Feilitzen, 1909, Vedtorget i Jönköping - Fabian Månsson uden for Stockholms stadsbibliotek - Ungdom Liseberg, Göteborg |